# Wells Cooke
Wells Woodbridge Cooke (Williamsburg, 25 gennaio 1858 – Washington, 30 marzo 1916) è stato un ornitologo statunitense.
È stato chiamato il "padre dello studio cooperativo sulla migrazione degli uccelli in America".

## Biografia
Cooke era il quinto di nove figli nonché primogenito del Reverendo Elisha Woodbridge Cook, un ministro della congregazione, e Martha Miranda (Smith) Cook. Nacque a Williamsburg, nel Massachusetts e crebbe in gran parte nella regione dei laghi del Wisconsin orientale, dove mostrò un precoce interesse per la storia naturale. Ricevuta una pistola quando aveva circa 12 anni, iniziò a collezionare esemplari di uccelli.
Studiò al Ripon College e all'Università dell'Iowa, laureandosi infine al Ripon con un Bachelor of Arts nel 1879 e ottenendo un Master of Arts nel 1882. Nel 1879 sposò Carrie Amy Raymond. Dopo la laurea lavorò come insegnante in scuole indiane in diversi stati per i successivi sei anni.
Per 16 anni dal 1885 lavorò nei college, essendo associato con l'Università del Vermont (1885–1893) dove fu nominato professore di agricoltura nel 1886, all'Agricultural College of Colorado (1893–1900) e allo State College of Pennsylvania (1900-1901).

## Ornitologia
Durante il periodo in cui insegnava nel sistema scolastico indiano, Cooke produsse diversi articoli sugli uccelli e iniziò a concentrarsi sulla migrazione degli uccelli. Nell'inverno 1881 e 1882 Cooke chiese agli ornitologi dell'Iowa di inviargli elenchi dei residenti invernali e le date dei primi arrivi dei migranti primaverili per uno studio a lungo termine che in seguito si espanse per coprire l'intera valle del Mississippi.
Nel 1901 Cooke fu nominato a una posizione nella sezione Biological Survey del Dipartimento dell'Agricoltura degli Stati Uniti, con sede a Washington. Lì, negli ultimi 15 anni della sua vita, lavorò principalmente alla migrazione e alla distribuzione degli uccelli, basandosi sulle precedenti registrazioni che aveva iniziato nel 1881. Accumulò registrazioni delle migrazioni su delle schede, molte delle quali scritte da lui, con il numero totale di schede che raggiunse il milione nel 1915. Fece inoltre diverse pubblicazioni sulla distribuzione e la migrazione degli uccelli, con una bibliografia di oltre 400 articoli. Morì improvvisamente di polmonite a Washington, all'età di 58 anni.
I novant'anni di registrazioni che Cooke registrò, insieme a quelle di coloro che lo seguirono, sono ora detenuti dal North American Bird Phenology Program.